# Wolfgang Patzke
Wolfgang Patzke (* 24. Februar 1959 in Mülheim an der Ruhr; † 8. Mai 2016 in Berlin) war ein deutscher Fußballspieler.

## Vereinskarriere
Als Jugendspieler in Diensten von Rot-Weiss Essen stand Patzke mit der A-Jugend 1976 im Finale um die Deutsche Meisterschaft. In der folgenden Saison gab er mit 18 Jahren sein Bundesliga-Debüt in der ersten Mannschaft von RWE am 1. März 1977 beim 2:2 im Spiel gegen den FC Schalke 04. Mit Rot-Weiss Essen stieg Patzke in die 2. Bundesliga ab und wechselte wenig später zum Ligarivalen Wattenscheid 09. 1981 wurde der Jugendnationalspieler vom VfL Bochum verpflichtet und kehrte in die Bundesliga zurück. Nach den weiteren Stationen Bayer 04 Leverkusen und Schalke 04 zog es ihn nach Berlin. Für Hertha BSC spielte er weitere drei Jahre und wurde 1990 Meister in der 2. Liga.
In 150 Bundesligaspielen erzielte der Mittelfeldmann 30 Tore und in 171 Zweitligaspielen 18 Tore.
Nachdem Patzke in der Saison 1990/91 seine Karriere als Sportinvalide beendet hatte, eröffnete er im März 1991 zusammen mit seinem früheren Mannschaftskameraden Michael Jakobs ein ambulantes Reha-Zentrum in Berlin, das nach 8 Jahren verkauft wurde.
Im Oktober 2006 wurde bei Patzke chronische Leukämie diagnostiziert. Seitdem musste er sich regelmäßig Chemotherapien unterziehen. Am 8. Mai 2016 erlag er im Alter von 57 Jahren seiner Krankheit.